# Секундарна меморија
Секундарна меморија је меморија која није директно доступна процесору рачунара преко његових главних магистрала (адресних и за податке). Да би се дошло до садржаја секундарне меморије он прво мора да се (привремено) пребаци у примарну (радну) меморију, а по завршетку обраде (уколико је то потребно) „врати“, односно адекватно ажурира одговрајући садржај секундарне меморије. 
За присуп секундарној меморији потребни су додатни системи и често мноштво процесорских инструкција ради контроле тих додатних система. Због тога је приступ секундарној меморији и далеко компликованији и спорији него примарној меморији.

## Уређаји
Примери уређаја који могу бити употребљени као секундарна меморија:
- Тврди диск
- CD, CD-ROM, CD-R, CD-RW
- DVD, DVD-ROM, DVD-R, DVD+R, DVD-RW, DVD+RW, DVD-RAM
- Магнетна трака
- Папирна (бушена) трака
- Бушене картице
- Iomega Zip уређаји

## Основне особине
Насупрот примарној меморији, секундарна меморија има следеће особине:
- значајно је спорија (често хиљадама пута, за пример погледати чланак о примарној меморији).

- време приступа је врло променљиво зависно од стања и локације (нпр. глава тврдог диска може бити близу или далеко од захтеваних података).

- често није директно адресабилна (него захтева рад у блоковима и/или секвенцијални приступ, за пример погледати чланак о примарној меморији).

- обично не губи садржај по престанку напајања

- може да има далеко већи капацитет (уз ограничену цену и/или запремину), што се користи за симулацију виртуелне (примарне) меморије.